# Ростов (регбийный клуб)
Регбийный клуб «Ростов» — команда по регби из Ростовской области. Основана в июне 2021 года. Выступал в Регбийной премьер-лиге в сезоне 2021/2022 а также в чемпионате России по регби-7.

## История
Клуб был основан на базе команды «Ростов-ДГТУ» после личной встречи руководителя федерации регби Ростовской области Владимира Карагодина и Председателя Высшего совета Федерации регби России Игоря Арьтемьева. Состав был собран из воспитанников ростовского регби и игроков «Ростова-ДГТУ», «Булавы» и «Богатырей», из «Владивостокских тигров» в команду перешел Роман Петров. Главным тренером команды стал молдавский специалист Вячеслав Титика. Клуб может принимать домашние матчи как в Ростове-на-Дону, так и в Таганроге.
Сообщается также, что в учредителях регбийного клуба руководители ФК «Ростов». Юридическое лицо было зарегистрировано 3 декабря 2020 года, что может считаться датой основания клуба.
Первый матч в своей истории «Ростов» сыграл на своем поле против чемпиона — Енисея-СТМ и проиграл 6:57.
После первой части сезона 2021/2022 РК «Ростов» снялся с чемпионата России по регби. Клуб провел 11 матчей и во всех потерпел поражения с общей разницей игровых очков 78:569.